# Brigitte Kieffer

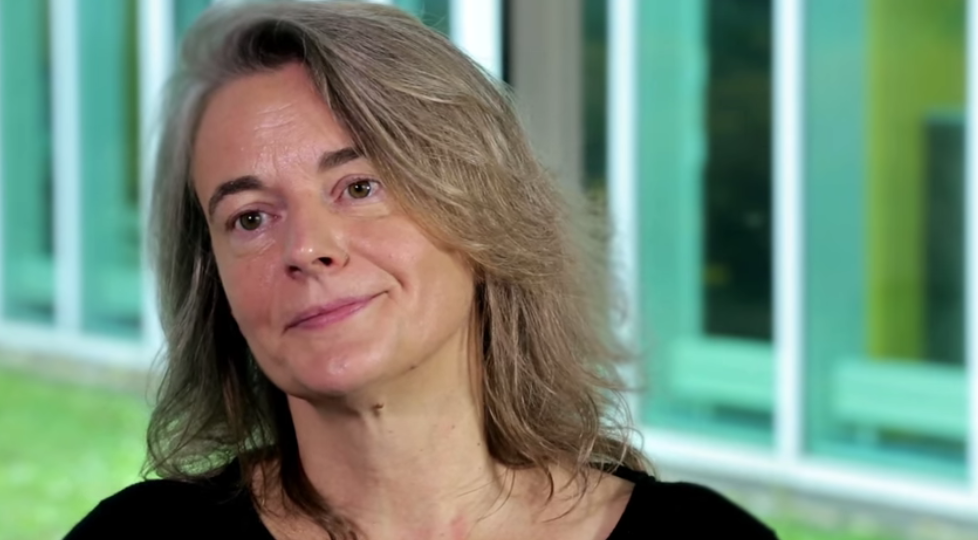
Brigitte Kieffer, 2014

Brigitte Lina Kieffer (* 26. Februar 1958 in Clichy, Frankreich) ist eine französische Neurobiologin und Hochschullehrerin. Sie ist seit 2019 Forschungsdirektorin am französischen Nationalen Institut für Gesundheit und medizinische Forschung (Inserm) am Straßburger Zentrum für biomedizinische Forschung (CRBS) und seit 2023 emeritierte Professorin. Sie war Professorin an der Universität Straßburg, dann Professorin an der McGill University und wissenschaftliche Leiterin des Douglas Institute. Ihre Arbeit an Opioidrezeptoren ebnete den Weg zum Verständnis der analgetischen und süchtig machenden Wirkung von Substanzen wie Morphium.

## Leben und Werk
Kieffer absolvierte ihr Sekundarstudium in Saint-Louis (Haut-Rhin) und ihr Hochschulstudium an der Universität Straßburg. 1981 promovierte sie an der Universität Louis-Pasteur, Straßburg. Anschließend forschte sie als Postdoktorandin am Friedrich-Miescher-Institut für biomedizinische Forschung in Basel und wurde 1989 Dozentin an der Hochschule für Biotechnologie der Universität Louis-Pasteur, Straßburg. 1994 wurde sie Universitätsprofessor 2. Klasse, Fachrichtung Medizinwissenschaften, und 2003 Professorin 1. Klasse an der Fakultät für Pharmazie der Universität Louis-Pasteur in Straßburg.
An dem französischen Nationalen Institut für Gesundheit und medizinische Forschung (Inserm) wurde sie 2008 Forschungsdirektorin erster Klasse, 2011 Forschungsdirektorin außergewöhnlicher Klasse und 2013 Direktorin der Inserm-Einheit 964 am Institut für Genetik und Molekularbiologie (IGBMC).
Von 2014 bis 2019 war sie Professorin in der Abteilung für Psychiatrie und Inhaberin des Monique-H.-Bourgeois-Lehrstuhls für Forschung zu tiefgreifenden Entwicklungsstörungen an der Fakultät für Medizin der McGill University in Montreal und Direktorin des Forschungszentrums des Douglas Institute (Universitätsinstitut für psychische Gesundheit) der McGill University in Montreal.
Sie war von 1998 bis 2006 Gastprofessorin an der University of California in Los Angeles.
Für den Zeitraum 2022 bis 2024 wurde ihr der Paul-Ehrlich-Lehrstuhl für Biowissenschaften am Institute for Advanced Study der Universität Straßburg (USIAS) verliehen.

## Forschung
Während ihrer Dissertation identifizierte sie die Acetylcholin-Bindungsstelle an dem Enzym Acetylcholinesterase, das an der Informationsübertragung zwischen Nerven und Muskeln beteiligt ist.
Als Dozentin in Straßburg beschäftigte sie sich mit Opiaten und deren Rezeptoren, die im Nervensystem Substanzen wie Morphin oder Heroin eine schmerzstillende und gleichzeitig abhängig machende Wirkung verleihen. Zu diesem Zeitpunkt war es noch niemandem gelungen, diese Rezeptoren zu isolieren. 1992 gelang es ihr zusammen mit ihren Kollegen Claire Gavériaux-Ruff und Katia Befort, das für den Delta-Rezeptor kodierende Gen zu isolieren und zu klonen.
In den folgenden Jahren begann Kieffer mit der Untersuchung von Opiatrezeptoren im Gehirn von Mäusen, einem Tiermodell, bei dem in vivo auf das Genom zugegriffen werden kann und dessen Verhalten live untersucht werden kann.
Ihre genetische Analyse des Opioidsystems zeigte, dass die analgetischen Eigenschaften von Morphin sowie sein starkes Suchtpotenzial durch den Mu-Opioidrezeptor vermittelt werden. Sie wies nach, dass dieser Rezeptor auch für die Belohnungsmechanismen im Zusammenhang mit dem Konsum der meisten illegalen Drogen sowie für soziale Belohnungen verantwortlich ist. Sie identifizierte außerdem die Schaltkreise im Gehirn, in denen der Rezeptor Belohnungen erleichtert, aversive Zustände reduziert oder die negativen Auswirkungen von Opiatabhängigkeit und -entzug vermittelt.
Ihre Gruppe entdeckte, dass ein anderer Opioidrezeptor, der Delta-Opioidrezeptor, anxiolytische und antidepressive Wirkung hat, was zu klinischen Studien mit Delta-Agonisten zur Behandlung schwerer depressiver Störungen führte. Sie war die erste, die Opioidrezeptoren im Gehirn direkt sichtbar machte und damit den Weg für die Lokalisierung von G-Protein-gekoppelten Rezeptoren (GPCRs) mit subzellulärer Auflösung in vivo ebnete. Ihre Arbeit hat Auswirkungen auf die Forschung zu Schmerz, Sucht und Stimmungsstörungen sowie im weiteren Sinne auf die Neurowissenschaften und Psychiatrie.
Kieffer wurde 1994 Juniormitglied des Institut de France, 2009 Mitglied der EMBO (European Molecular Biology Organization) und 2013 zum Mitglied der Académie des sciences gewählt.
Kieffer hat rund 300 Originalarbeiten in internationalen, von Experten begutachteten Zeitschriften veröffentlicht, mehr als 50 eingeladene Rezensionen und Buchkapitel verfasst und bei über 200 eingeladenen Konferenzen in der ganzen Welt Vorträge gehalten. Am 26. August 2024 betrug ihr h-Index 89.

## Auszeichnungen (Auswahl)
- 2004: Richard Lounsbery Award[8]
- 2012: Grand prix Lamonica de neurologie
- 2012: Ritter der französischen Ehrenlegion
- 2014: UNESCO-L’Oréal-Preis
- 2016: Offizier des Ordre national du Mérite[9]
- 2018: Linköping Neuroscience Award[10]
- 2024: Kommandeur des Ordre national du Mérite

## Veröffentlichungen (Auswahl)
- mit Donald W. Pfaff: Molecular and Biophysical Mechanisms of Arousal, Alertness and Attention. Wiley-Blackwell, 2008, ISBN 978-1573317030.